# الجرين (النادرة)

تعديل مصدري - تعديل

الجرين محلة تابعة لقرية قطن، التابعة لعزلة الفجرة بمديرية النادرة إحدى مديريات محافظة إب في الجمهورية اليمنية، بلغ تعداد سكانها 38 حسب تعداد اليمن لعام 2004.